# اسرائیل آدسانیا
اسرائیل آدسانیا (انگلیسی: Israel Adesanya؛ زادهٔ ۲۲ ژوئیهٔ ۱۹۸۹) بوکسور و ورزشکار هنرهای رزمی ترکیبی نیجریه‌تبار اهل نیوزیلند است. وی از سال ۲۰۰۹ میلادی تاکنون مشغول فعالیت بوده است.
یک رزمی‌کار حرفه‌ای ترکیبی نیجریه‌ای-نیوزیلندی، کیک‌بوکسور و بوکسور سابق است. او به عنوان یک رزمی‌کار ترکیبی، در حال حاضر در بخش میان‌وزن یواف‌سی رقابت می‌کند، جایی که او دو بار قهرمان میان‌وزن یواف‌سی شده است. در کیک‌بوکسینگ، او رقیب سابق عنوان قهرمانی میان‌وزن گلوری است. از ۴ فوریه ۲۰۲۵، او در رتبه‌بندی میان‌وزن یواف‌سی در رتبه چهارم قرار دارد.